# AFRANE
 (octobre 2023).
AFRANE (Amitié franco-afghane) est une organisation non gouvernementale de loi de 1901 créée en 1980 d'aide humanitaire en Afghanistan.

## Actions
L'association a des objectifs statutaires en Afghanistan et en France.
En Afghanistan :
- apporter une aide humanitaire aux populations afghanes sinistrées[1] ;
- former des enseignants[2].

En France :
- informer le public français sur la situation de l'Afghanistan via la revue Les Nouvelles d'Afghanistan[3] ;
- organiser des rencontres culturelles franco afghanes[4].

L'association s'occupe aussi de reconstruire des établissements en rapport à l'éducation. L'association accueille aussi des Afghans en France.

## Financement
En 2014, le groupe de chants « La Clé des bois » a organisé un concert au profil de l'association.

## Histoire

### Création
L'association est créée en avril 1980 par des Français ayant vécu en Afghanistan.
Leur objectif est d'apporter une aide humanitaire. Parmi les membres fondateurs, figurent Alain Thiollier, Roselyne Carbonnel, Jean-Christophe Victor, Bernard Dupaigne, Jack Chaboud, Vincent Schneiter, Alain et Véra Marigo, Etienne Gille, André de Margerie, Murielle Blachère.

### Durant la guerre civile et le régime des talibans (1992-2001)
AFRANE ferme son bureau à Kaboul en juillet 1998 à la suite de l'expulsion des ONG par les talibans.
Au Pakistan, AFRANE participe également à un programme pédagogique au lycée franco-afghan de Peshawar. Ce programme se poursuit jusqu’à la chute du régime des talibans fin 2001.

### Depuis 2002
L'association investit dans le domaine de l'éducation.
Depuis cette date, AFRANE se consacre, avec une équipe de volontaires expatriés et des salariés afghans, à sa mission éducative : construction et réhabilitation d’écoles publiques, fourniture d’équipements (mobilier, ordinateurs, installations sanitaires) création de bibliothèques, laboratoires, salles informatiques, terrains de sport etc. mais aussi formation pédagogique des enseignants.
Depuis 2002, le nombre d’écoles soutenues par AFRANE s’est accru d’année en année au point qu’en 2020, AFRANE soutenait une cinquantaine d’écoles dont plus de la moitié étaient des écoles de filles ou mixtes : 9 à Kaboul (40 500 élèves), 8 à Djalalabad (34 700 élèves), 10 à Tcharikar (13 000 élèves) 21 dans le district de Waras, (7 100 élèves) et 3 à Hérat. Au total, cette année-là, les projets d’AFRANE ont touché près de 100 000 élèves,.
En 2005, l'association a signé un accord avec le ministère de l’Éducation afghan pour l’aider à faire face à la ruée sur l’école de ces trois dernières années. Le ministère met des terrains à disposition, l’association aide à restaurer ou à construire des écoles, et à former les enseignants, en privilégiant ceux des trois premiers niveaux (primaire).
AFRANE célèbre l’amitié franco-afghane et la culture afghane lors de dates marquantes comme en 2005, lorsque AFRANE fête ses 25 ans dans une cérémonie sous l’égide du Directeur général de l’UNESCO à Paris.[réf. nécessaire]

### Les classes préparatoires à l'université
En 2010, constatant la faible présence des filles à l’Université, AFRANE a lancé des classes de préparation des jeunes filles au concours d’entrée à l’Université à Djalalabad, puis à Tcharikar. Dans le Waras ces cours ont concerné également les garçons. En 2019, ces cours ont concerné 578 élèves.

### Construction de lycées
Dans une interview, Zaher Zahir — un des membres de l'association — déclare que l'association a construit un lycée à Aboualwalid.
En tout, l'association soutient la construction de 26 écoles réparties sur 5 sites (Kaboul, Tcharikar, Djalalabad, Waras et Hérat). En 2020, ce chiffre est passé à 48.
En 2019, 33 directeurs, dont 19 femmes ont participé à la réunion nationale.
En 2020, l'association a organisé sa réunion annuelle des directeurs d’école les 21 et 22 octobre 2020 à l’Institut français d’Afghanistan.

### L'enseignement du français
AFRANE a toujours tenu à répondre aux demandes formulées par certains chefs d’établissement pour que le français soit enseigné dans leur école. C’est le cas dans cinq écoles à Tcharikar et à Djalalabad. A cette fin et avec l’aide financière de l’Ambassade de France jusqu’en 2021, elle a soutenu 7 professeurs de français langue étrangère dans leur enseignement auprès d’environ 2 000 élèves.
Un groupe jeune a été créé à l’initiative du CA d’AFRANE en 2016. À travers des ateliers d’apprentissages du français auprès des demandeurs d’asiles afghans ainsi que d’événements culturels afghans ou encore de conférences, ce groupe vise à porter les valeurs de solidarité et de diffusion de la connaissance défendues par AFRANE.

### 35 ans de l'association
En novembre 2015, pour les 35 ans d’existence d’AFRANE, une fête est organisée à la Cartoucherie de Vincennes avec deux concerts de musique afghane et deux pièces de théâtre jouées par une troupe afghane, "Le théâtre Aftaab", patronnée à l'origine par Ariane Mnouchkine.